# Nastri d'argento 2004
La cerimonia di premiazione della 59ª edizione dei Nastri d'argento si è svolta il 19 giugno 2004 presso il Teatro Antico di Taormina.
Le candidature sono state rese note il 28 febbraio 2004.
Il maggior numero di candidature (otto) è stato ottenuto da tre film: Buongiorno, notte di Marco Bellocchio, La meglio gioventù di Marco Tullio Giordana e Caterina va in città di Paolo Virzì.
La meglio gioventù è stato il trionfatore di questa edizione, con il maggior numero di premi vinti (sette), tra cui quelli a regista, produttore, sceneggiatore e all'intero cast maschile e femminile.

## Vincitori e candidati
I vincitori sono indicati in grassetto, a seguire gli altri candidati.

### Regista del miglior film italiano
- Marco Tullio Giordana - La meglio gioventù
- Marco Bellocchio - Buongiorno, notte
- Bernardo Bertolucci - The Dreamers - I sognatori (The Dreamers)
- Ciprì e Maresco - Il ritorno di Cagliostro
- Ermanno Olmi - Cantando dietro i paraventi
- Paolo Virzì - Caterina va in città

### Miglior regista italiano esordiente
- Franco Battiato - Perdutoamor
- Luca D'Ascanio - Bell'amico
- Eleonora Giorgi - Uomini & donne, amori & bugie
- Alessandro Haber - Scacco pazzo
- Salvatore Mereu - Ballo a tre passi
- Piero Sanna - La destinazione

### Miglior produttore
- Angelo Barbagallo - La meglio gioventù
- Gianluca Arcopinto ed Andrea Occhipinti - Ballo a tre passi
- Roberto Cicutto e Luigi Musini - Cantando dietro i paraventi
- Domenico Procacci - Segreti di Stato, Ora o mai più, Liberi e B.B. e il cormorano
- Marco Risi e Maurizio Tedesco - Bell'amico

### Migliore soggetto
- Ermanno Olmi - Cantando dietro i paraventi
- Giorgia Cecere - Il miracolo
- Daniele Ciprì, Franco Maresco e Lillo Iacolino - Il ritorno di Cagliostro
- Luca D'Ascanio - Bell'amico
- Riccardo Milani - Il posto dell'anima

### Migliore sceneggiatura
- Sandro Petraglia e Stefano Rulli - La meglio gioventù
- Franco Battiato e Manlio Sgalambro Perdutoamor
- Marco Bellocchio - Buongiorno, notte
- Salvatore Mereu - Ballo a tre passi
- Francesco Bruni e Paolo Virzì  - Caterina va in città

### Migliore attrice protagonista
- Adriana Asti, Sonia Bergamasco, Maya Sansa e Jasmine Trinca - La meglio gioventù
- Adriana Asti e Franca Valeri - Tosca e altre due
- Valeria Golino - Prendimi e portami via
- Violante Placido - Ora o mai più
- Maya Sansa - Buongiorno, notte

### Migliore attore protagonista
- Alessio Boni, Fabrizio Gifuni, Luigi Lo Cascio e Andrea Tidona - La meglio gioventù ex aequo Roberto Herlitzka - Buongiorno, notte
- Sergio Castellitto - Caterina va in città
- Ennio Fantastichini - Alla fine della notte
- Sergio Rubini - Mio cognato

### Migliore attrice non protagonista
- Margherita Buy - Caterina va in città
- Anna Maria Barbera - Il paradiso all'improvviso
- Donatella Finocchiaro - Perdutoamor
- Sabrina Impacciatore - Al cuore si comanda
- Stefania Rocca - La vita come viene

### Migliore attore non protagonista
- Arnoldo Foà - Gente di Roma
- Claudio Amendola - Caterina va in città
- Luigi Maria Burruano - Liberi
- Michele Placido - Il posto dell'anima
- Bud Spencer - Cantando dietro i paraventi

### Migliore fotografia
- Fabio Olmi - Cantando dietro i paraventi
- Arnaldo Catinari - Caterina va in città e My Name Is Tanino
- Fabio Cianchetti - The Dreamers - I sognatori (The Dreamers)
- Daniele Ciprì - Il ritorno di Cagliostro
- Pasquale Mari - Buongiorno, notte

### Migliore sonoro in presa diretta
- Fulgenzio Ceccon - La meglio gioventù
- Gaetano Carito - Buongiorno, notte
- Marco Fiumara - Ora o mai più
- Tullio Morganti - Mio cognato
- Bruno Pupparo - Il posto dell'anima e Liberi

### Migliore scenografia
- Luigi Marchione - Cantando dietro i paraventi
- Marco Dentici - Buongiorno, notte
- Osvaldo Desideri ed Eva Desideri - Gli indesiderabili
- Francesco Frigeri - Perdutoamor
- Renato Lori - Scacco pazzo

### Migliori costumi
- Francesca Livia Sartori - Cantando dietro i paraventi
- Grazia Colombini - Gli indesiderabili
- Elisabetta Montaldo - La meglio gioventù
- Gabriella Pescucci - Perdutoamor
- Alessandra Torella - Tosca e altre due

### Migliore montaggio
- Roberto Missiroli - La meglio gioventù
- Francesca Calvelli - Buongiorno, notte
- Fabio Nunziata - Il ritorno di Cagliostro
- Jacopo Quadri - The Dreamers - I sognatori (The Dreamers)
- Cecilia Zanuso - Caterina va in città

### Migliore musica
- Paolo Fresu - L'isola
- Salvatore Bonafede - Il ritorno di Cagliostro
- Ivan Iusco - Mio cognato
- Andrea ed Ennio Morricone - Al cuore si comanda
- Carlo Virzì - Caterina va in città

### Migliore canzone
- Prima dammi un bacio di Lucio Dalla - Prima dammi un bacio
- La canzone di Vesuvia di Edoardo ed Eugenio Bennato - Totò Sapore e la magica storia della pizza
- Core fujente di Pino Daniele - Opopomoz
- 'E femmene di Vincenzo Salemme - Ho visto le stelle!
- Il paradiso all'improvviso di Gianluca Sibaldi - Il paradiso all'improvviso

### Regista del migliore film straniero
- Sofia Coppola - Lost in Translation - L'amore tradotto (Lost in Translation)
- Denys Arcand - Le invasioni barbariche (Les Invasions barbares)
- Wolfgang Becker - Good Bye, Lenin!
- Fernando Meirelles - City of God (Cidade de Deus)
- Quentin Tarantino - Kill Bill: Volume 1
- Lars von Trier - Dogville

### Miglior documentario
- Sogni di cuoio di César Meneghetti ed Elisabetta Pandimiglio

### Miglior cortometraggio
- On the Loose di Manuela Mancini

### Nastro d'argento europeo
- Fanny Ardant

### Premio Guglielmo Biraghi
- Corrado Fortuna - My Name Is Tanino e Perdutoamor
- Alice Teghil - Caterina va in città